# 首都高速神奈川7號橫濱北西線

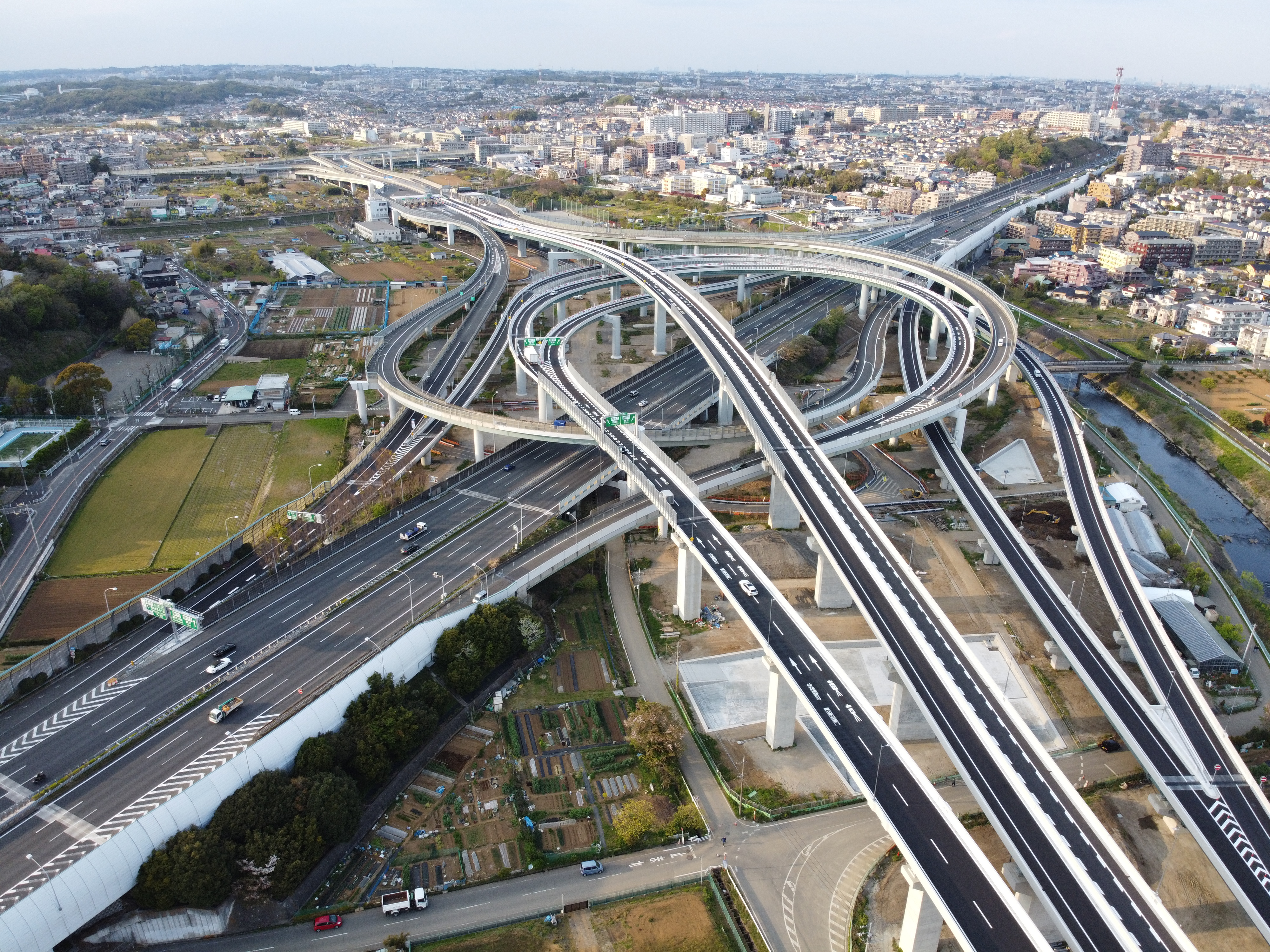
橫濱青葉系統交流道（右下方向為北西線，2020年4月）

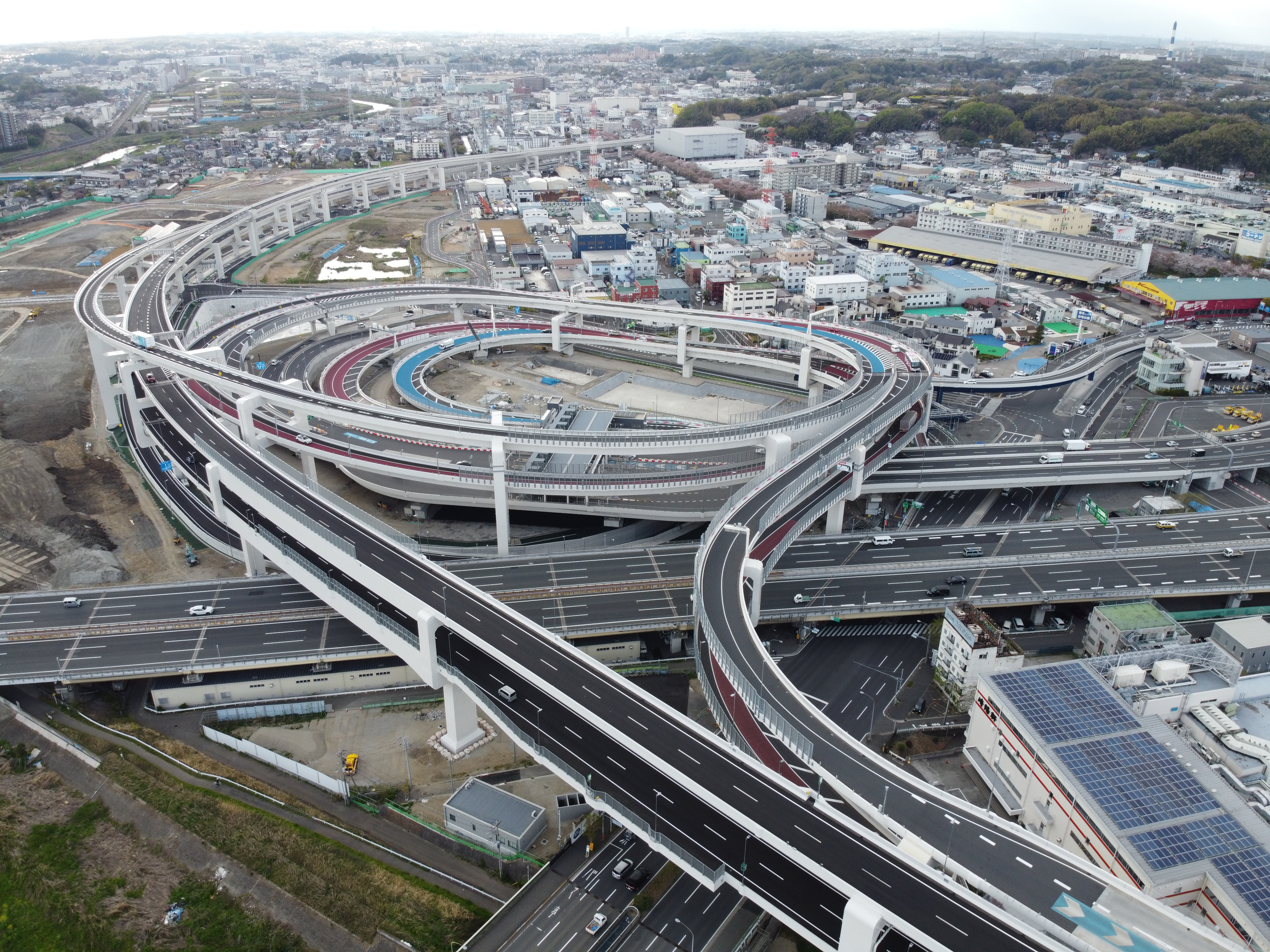
横濱港北系統交流道（左上為北西線，2020年4月）

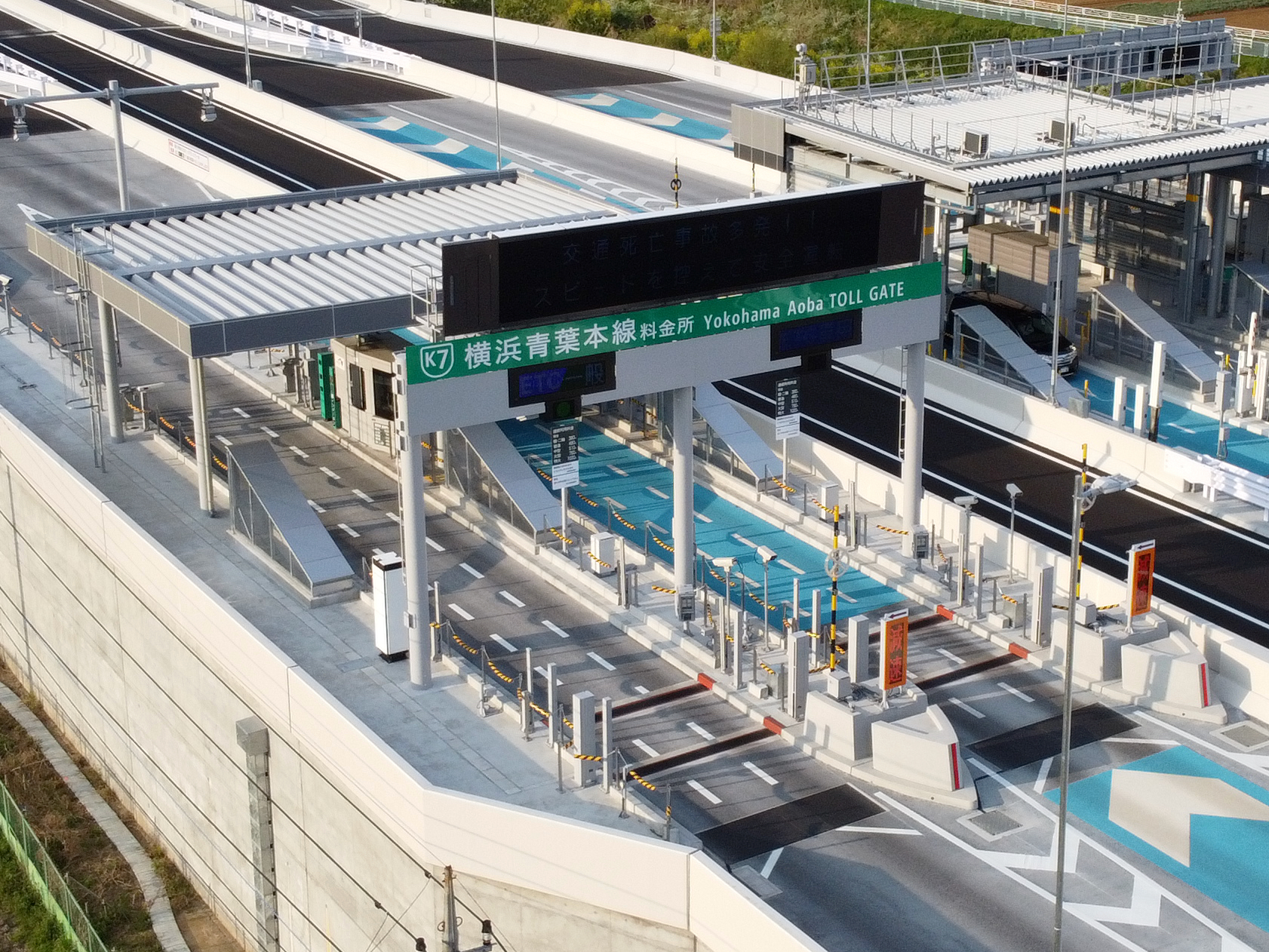
橫濱青葉出口收費站（2020年4月）

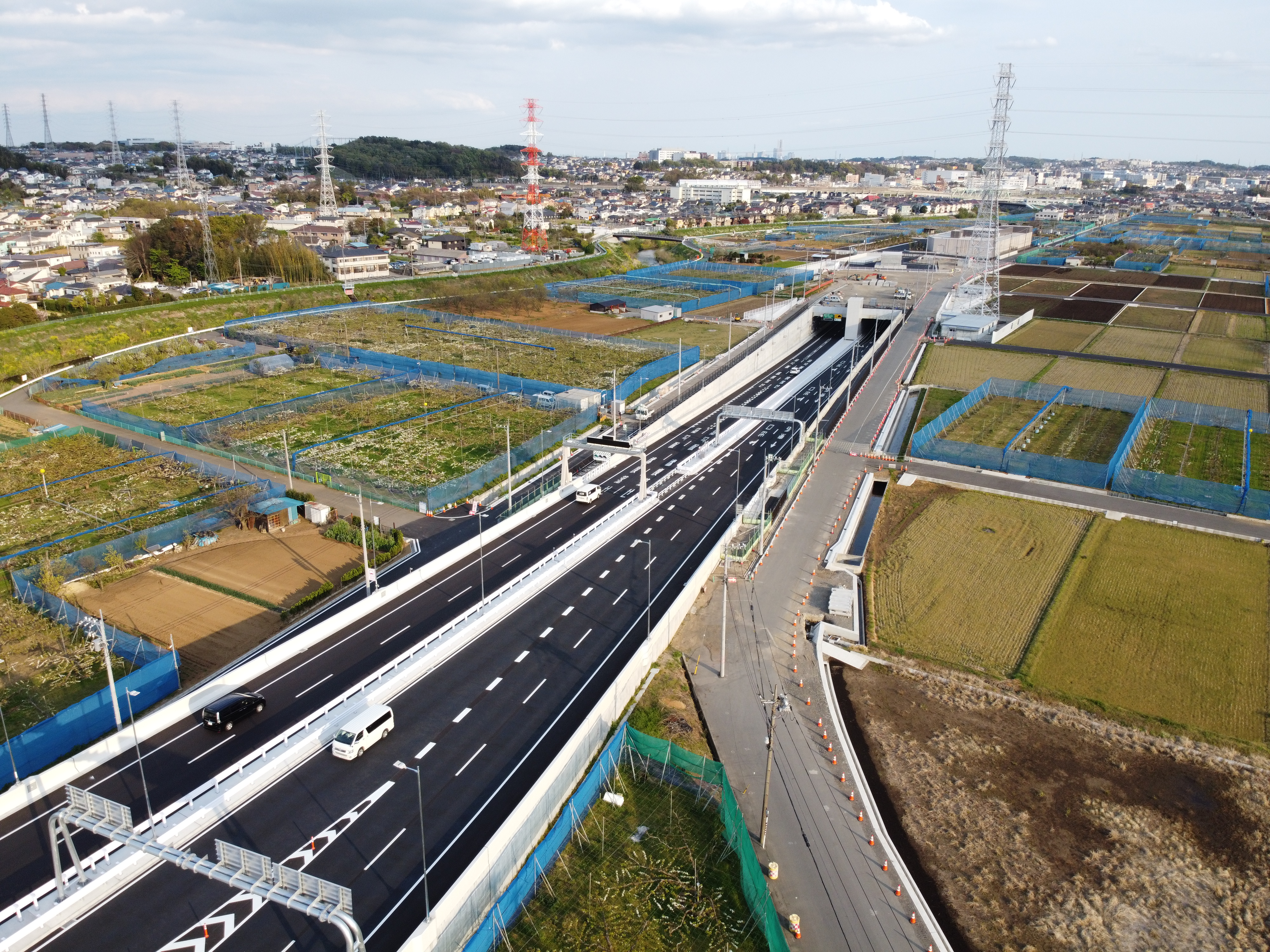
橫濱北西隧道北端（2020年4月）

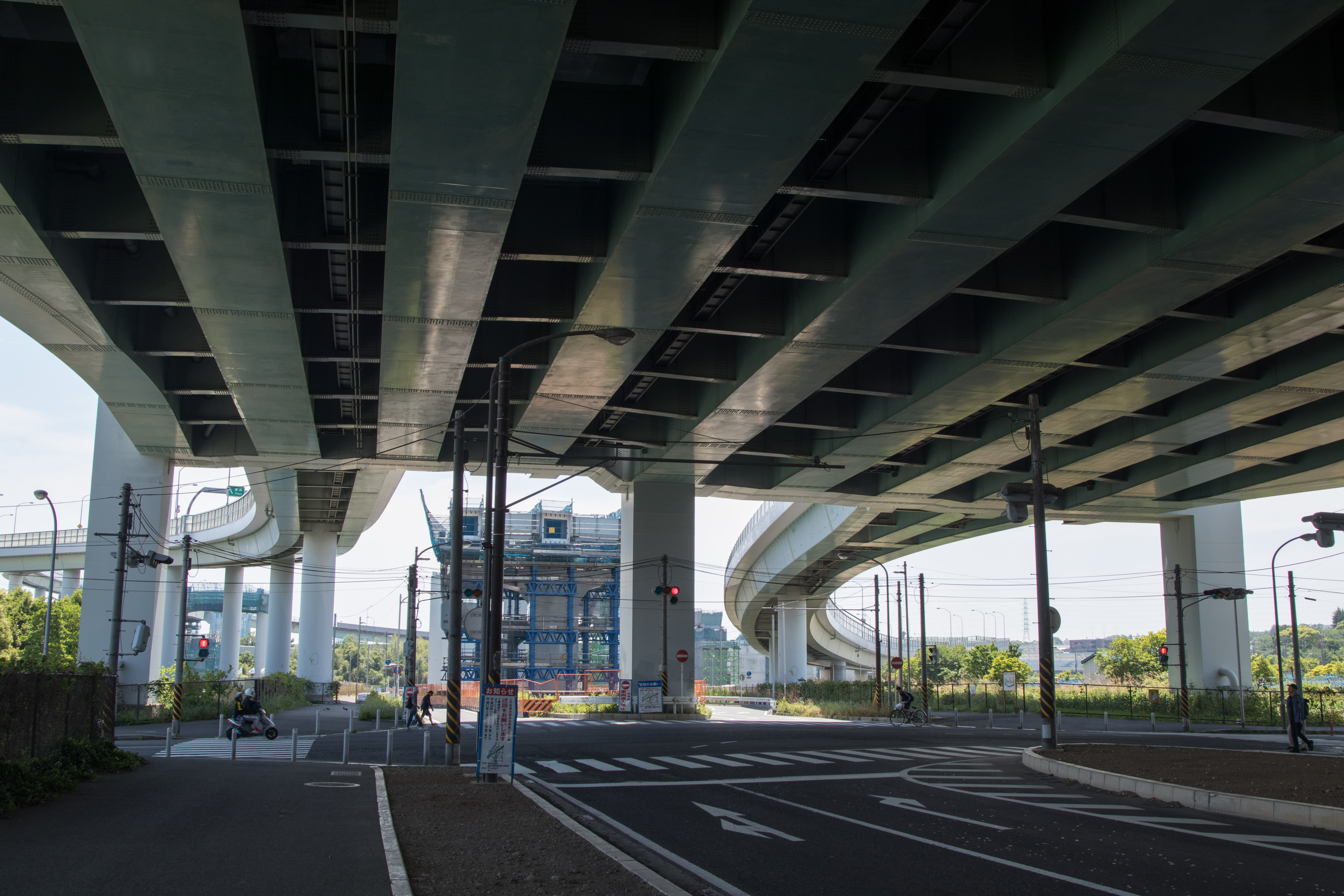
建設中的橫濱青葉系統交流道。中央的空間預定連接橫濱北西線（於收費站正下方攝影，2018年5月）

首都高速神奈川7號橫濱北西線（日语：／ Shuto kōsoku Kanagawa 7 gō Yokohama Hokusai sen */?）是日本神奈川縣橫濱市都筑區至青葉區的首都高速道路路線。全長7.1公里。也是核都市廣域幹線道路的組成路線。
2020年（令和2年）3月22日開通。

## 概要
橫濱市與國土交通省有著將「第三京濱道路」與「東名高速公路」連接起來的道路建設構想。2003年（平成15年）7月時設立專家委員會，同時採用公眾參與方式納入沿線居民的意見。計畫正式制定時是日本第一次導入「公眾參與（住民参画）」的路線。本路線預期將可強化陸、海、空交通網並提升國際競爭力、提高災害時等道路網的可靠性、改善東名高速公路的可達性以增進物流效率、舒緩保土谷繞道等地交通堵塞及改善沿線地域的生活環境。
2005年（平成17年）8月發表道路大略路線與構造等的「概略計畫」，2008年（平成20年）9月都市計畫草案公布並發表。全長約7.1公里，其中將會有約4.1公里的路段是「橫濱西隧道」。2017年，潛盾機從橫濱市綠區北八朔町的豎井出發，1日最多前進20公尺，約16個月完成鑽掘作業。隧道中途與橫濱市營地下鐵綠線及鶴見川交會，相當於水底隧道，因此依據道路法第46條第3項禁止危險品裝載車輛通過該隧道（實質上等於本路線全線）。
2011年（平成23年）3月15日都市計畫決定，2012年（平成24年）7月10日神奈川縣知事認可，同月25日橫濱市與首都高速道路株式會社正式表明事業化。2014年（平成26年）11月7日正式開工。
原先在2012年（平成24年）7月開工時是計畫在2022年（平成34年）4月完工，但是正式動工時則延後至2021年（令和3年）度完工，2016年3月27日時菅義偉官房長官在首都高速神奈川7號橫濱北線與北西線整備時，以「立下重誓」（最大の悲願）強調，下達了2020年東京奧運開幕前通車的方針。在當地居民的理解配合下，徵收時間縮短，隧道也採道路設備與挖掘工作同時進行，最終提前約2年完工。
開工時總工程費約2200億日圓，橫濱市負擔約620億日圓。

## 規格
- 車道：4車道[12]
- 道路規格：第2種第1級[14]
- 設計速度：60km/h[14]

## 出入口
全線都位於日本神奈川縣橫濱市內。
| 出入口編號                                 | 中文設施名     | 日文設施名 | 英文設施名 | 接續路線名       | 起點起計（公里） | 備註                  | 所在地 |
| ------------------------------------------ | -------------- | ---------- | ---------- | ---------------- | ---------------- | --------------------- | ------ |
| 首都高速神奈川7號橫濱北線 新橫濱、生麥方向 |                |            |            |                  |                  |                       |        |
|                                            | 橫濱港北JCT    |            |            | E83 第三京濱道路 | 0.0              |                       | 都筑區 |
| 758                                        | 橫濱港北出入口 |            |            | 川向線           | 0.0              | 橫濱青葉JCT方向出入口 | 都筑區 |
| 759                                        | 橫濱青葉出入口 |            |            | 國道246號        | 7.1              | 橫濱港北JCT方向出入口 | 青葉區 |
|                                            | 橫濱青葉JCT    |            |            | E1 東名高速公路  | 7.1              |                       | 青葉區 |

## 歷史
- 2001年（平成13年）8月28日：在内閣府 都市再生專案（第二次決定）時，接受了「提早決定橫濱環狀線北側區間與東名高速連接路段的都市計畫案」的提案。[15]。
- 2003年（平成15年）7月：橫濱市和國土交通省成立專家委員會，正式進行計劃的制定[7]。
- 2005年（平成17年）8月：公布並發表道路大略路線與構造等的「概略計畫」[10]。
- 2008年（平成20年）9月：都市計畫草案公告[10]。
- 2011年（平成23年）3月15日：都市計畫決定[2]。
- 2012年（平成24年）
  - 7月10日：神奈川知事認可[12]。
  - 7月25日：横濱市與首都高速道路株式會社正式表明本道路事業化[12]。
- 2014年（平成26年）11月7日：正式開工[3][4][5]。
- 2019年（令和1年）9月26日：路線定名「首都高速神奈川7號橫濱北西線 」並公佈每個出入口交流道名稱。
- 2020年（令和2年）3月22日：橫濱港北系統交流道 - 橫濱青葉系統交流道開通、全線開通[6]。因受到COVID-19疫情影響，開通紀念儀式被宣告中止。[16][17]

## 收費
無論是首都高速道路或是東名高速道路都是採距離制收費，但首都高速道路設有通行費上限，要從首都高往遠方的汽車可能會流入收費較便宜的橫濱北西線，造成通過車流過多。
因此開通時，藉由橫濱青葉系統交流道往來東名高速與首都高，首都高速道路的收費上限額將上調至與經由首都高速3號澀谷線一樣的收費標準。
該措施隨著首都高整體提高收費上限後，於2022年3月31日終止。

## 交通量
24小時交通量（台）　道路交通調查
| 區間                                                                    | 平成27（2015）年度 |
| ----------------------------------------------------------------------- | ------------------ |
| 橫濱港北系統交流道、橫濱港北出入口 - 橫濱青葉出入口、橫濱青葉系統交流道 | 調査時未開通       |

（來源：「平成22年度道路交通センサス （页面存档备份，存于）」・「平成27年度全国道路・街路交通情勢調査 （页面存档备份，存于）」（國土交通省網頁））
- 令和2年度預定實施的交通量調査因嚴重特殊傳染性肺炎的影響而延期[21]。

## 地理

### 通過自治體
- 神奈川縣
  - 橫濱市都筑區 - 綠區 - 青葉區

## 關連項目
- 橫濱環狀道路
  - 橫濱環狀北線
  - 橫濱環狀南線
- 首都高速道路
- 關東地方道路列表

## 外部連結
- 橫濱市道路局 （页面存档备份，存于）
  - 橫濱市道路局 橫濱環狀北西線 （页面存档备份，存于）
- 首都高速道路株式會社 （页面存档备份，存于）